# Вальтер Берендт
Вальтер Берендт (нім. Walter Behrendt; нар. 18 вересня 1914, Дортмунд — пом. 23 липня 1997, Дортмунд) — німецький політик Соціал-демократичної партії (СДПН) і президент Європейського парламенту (1971–1973).

## Біографія
Берендт пройшов підготовку як купець і бухгалтер. Він взяв участь в Другій світовій війні, а потім працював клерком в промисловій фірмі. У 1954 році він став одним із співавторів компанії Hoesch-Westfalenhütte AG в Дортмунді. Берендт приєднався СПД у 1932 році, будучи членом Робочої соціалістичної молоді (нім. Sozialistische Arbeiterjugend). З 1945–1947 він був головою обласної Соціалістичної Молоді за Дортмундом, Люненом і Кастроп-Раукселем. Він був головою філії СПД у Дортмунді-Алтендерне в 1951–1952 і в Дортмунді з 1952 по 1955 рік.
З 1952 року аж до своєї смерті Берендт був муніципальним радником в Дортмунді. У 1957 році він був обраний членом Бундестагу (виборчий округ: Дортмунд III) і залишався на цій посаді до 1976 року. Між 1961 і 1967 роках він був помічником голови комітету з праці. Крім того, Берендт був членом Європейського парламенту з 1967 по 1977, де він обіймав посаду віце-президента (1969–1971, 1973–1977) і президента (1971–1973). Він був одним з тих, хто підписав Гуманістичний маніфест в 1973 році.
Берендт був також членом наглядової ради Dortmunder Stadtwerke AG і Dortmunder Hafen und Eisenbahn AG.